# Nicasio Sierra Ucar
Nicasio Sierra Ucar C.M.F. (Cascante, 11 ottobre 1890 – Barbastro, 12 agosto 1936) è stato un presbitero spagnolo di origine basca, martirizzato a Barbastro durante la Guerra civile spagnola e venerato come beato dalla Chiesa cattolica.

## Biografia
Nacque a Cascante l'11 ottobre 1890, in una famiglia di solide tradizioni cristiane. Nel 1902 entrò nel seminario di Alagón continuò la sua formazione a Cervera dove emise la professione religiosa il 25 agosto del 1907 per poi tornare a Alagón. In una lettera alla sorella Nicasio scriveva:
Fu ordinato sacerdote il 20 giugno 1915 a Saragozza. È stato professore ad Aranda de Duero e predicatore a Calatayud, Cartagena e Barbastro.
Non era contrario in via pregiudiziale all'instaurarsi della Repubblica, ammesso che si fosse trattato di un processo legale e condiviso. Ma le sue speranze furono presto smentite dai fatti e in una lettera alla sorella la consola:
Nicasio si trovava nel seminario di Barbastro quando scoppiò la guerra civile. Venne arrestato il 20 luglio del 1936 e recluso nel salone dei padri Scolopi. Poco prima era riuscito a mettere in salvo le ostie consacrate, nascondendole in una valigetta e portandole con sé.
Venne fucilato la mattina del 12 agosto sul ciglio di una strada fuori città. Insieme a cinque compagni, fece parte del secondo gruppo di clarettiani di Barbastro che subirono il martirio. I loro corpi sono stati gettati in una fossa comune.

Poco dopo, i confratelli rimasti nella prigione trovarono un fazzoletto appartenuto al martire padre Nicasio e, consapevoli del proprio destino, presero il fazzoletto e passandoselo sulla fronte e baciandolo dicevano: 
Dopo la guerra i resti dei martiri furono riesumati e si possono venerare oggi nella cripta della casa museo a Barbastro. Nel 2013 è uscito un film sulla vicenda intitolato "Un Dios prohibido" per la regia di Pablo Moreno.

## Culto
La beatificazione avvenne a Roma, ad opera di Giovanni Paolo II, il 25 ottobre 1992. La Chiesa cattolica lo ricorda il 12 agosto.